# ペカン
ペカン（学名：Carya illinoinensis）は、クルミ科の落葉高木およびその種実。ナッツ類。英名の“Pecan”の異なる読み方からピーカン、ピカンとも呼ばれる。
脂肪分の多いナッツが採れることから、俗に「バターの木」と呼ばれる。
ペカンヒッコリーとも呼ばれる。アメリカ合衆国テキサス州の州木である。

## 分布と特徴
水はけの良い土壌、湿潤で夏冬がはっきり分かれている気候など、最適の環境であれば樹高30メートル程度まで成長する。強風など外部からのダメージに弱く、乱暴に収穫すると若い枝は傷んでしまう。同じ木に雌雄の花が沢山付くが自家受粉は滅多にしない。植えて6-10年程度で実をつけるようになり、200年は収益を得られると言われる。アメリカ南東部には樹齢1000年を超えるペカンの木が何本も残っている。
果実は長さ約4cmの長楕円形。9〜10月に果実が成熟すると果肉が裂け、外種皮に包まれた種子が落下する。この外種皮（殻）は薄く、手で容易に割ることができ、この中の胚乳を食用とする。
ペカンの品種として、カーチス（カーティス）、サクセス、シュレー、スチュアート、マネーメーカーなどが知られる。
米国中西部ミシシッピ川流域からメキシコ東部原産。オクラホマ州が主要な産地であるが、自然分布から外れたニューメキシコ州南部やテキサス州西部の乾燥地帯でも灌漑栽培されている。日本には大正時代の初期に輸入された。
1979年時点で山梨県、長野県、静岡県、岡山県、徳島県、香川県、福岡県などで栽培されていた。ただし、いずれも生産量は多くない。なお、東京都神代植物公園（調布市）にはペカンの木がある。

## ペカンナッツ
ペカンナッツはナッツ類の中でも脂肪の割合が多いことで知られており、全体の約72%が脂質で、蛋白質は約11%、糖質は約10%である。この脂質の含有量は、クルミ（脂質約60%）やピーナッツ（脂質約57%）などよりも多く、ほぼマカダミアナッツ（脂質約72%）と同じくらいの割合である。大きさも味もクルミに似ているが苦みが少ない。ローストされたペカンナッツはメープルシロップやキャラメルを思わせる独特の香りがある。
アメリカ建国以前の先住民との交易では毛皮と交換されるほどの価値があった。アメリカではピーナッツに次いで人気のあるナッツで、世界消費の8割はアメリカで生産される。ペカンの殻は本来光沢はないが、商品流通しているペカンは出荷前に研磨機で殻を磨いて光沢を出している。
生、または軽く煎って酒の肴としたり、サラダに加えたり、炒め物に加えたりもする。さらに、製菓材料としても使用され、クッキーやケーキなどに加えられたりすることがある他、ペカンパイやプラリネ、ペカンナッツをチョコレートやキャラメルで包んだ菓子も作られる。
搾油した油は植物油（ペカン油、ピーカンナッツオイル）としても用いられる。

## 画像

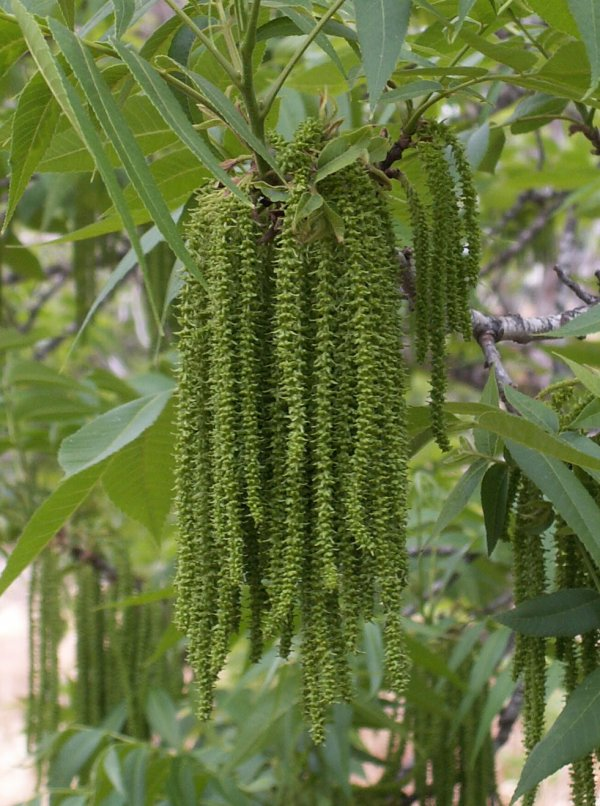
ペカンの雄花
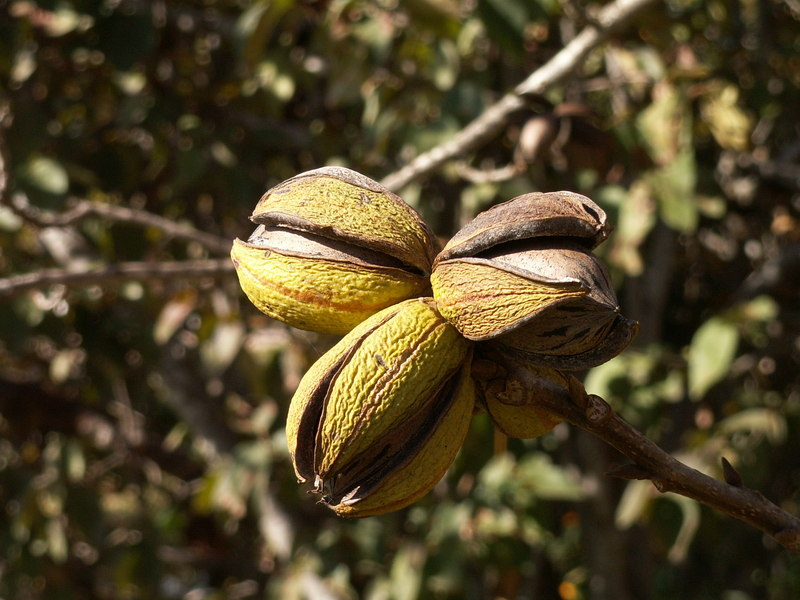
裂開した果実
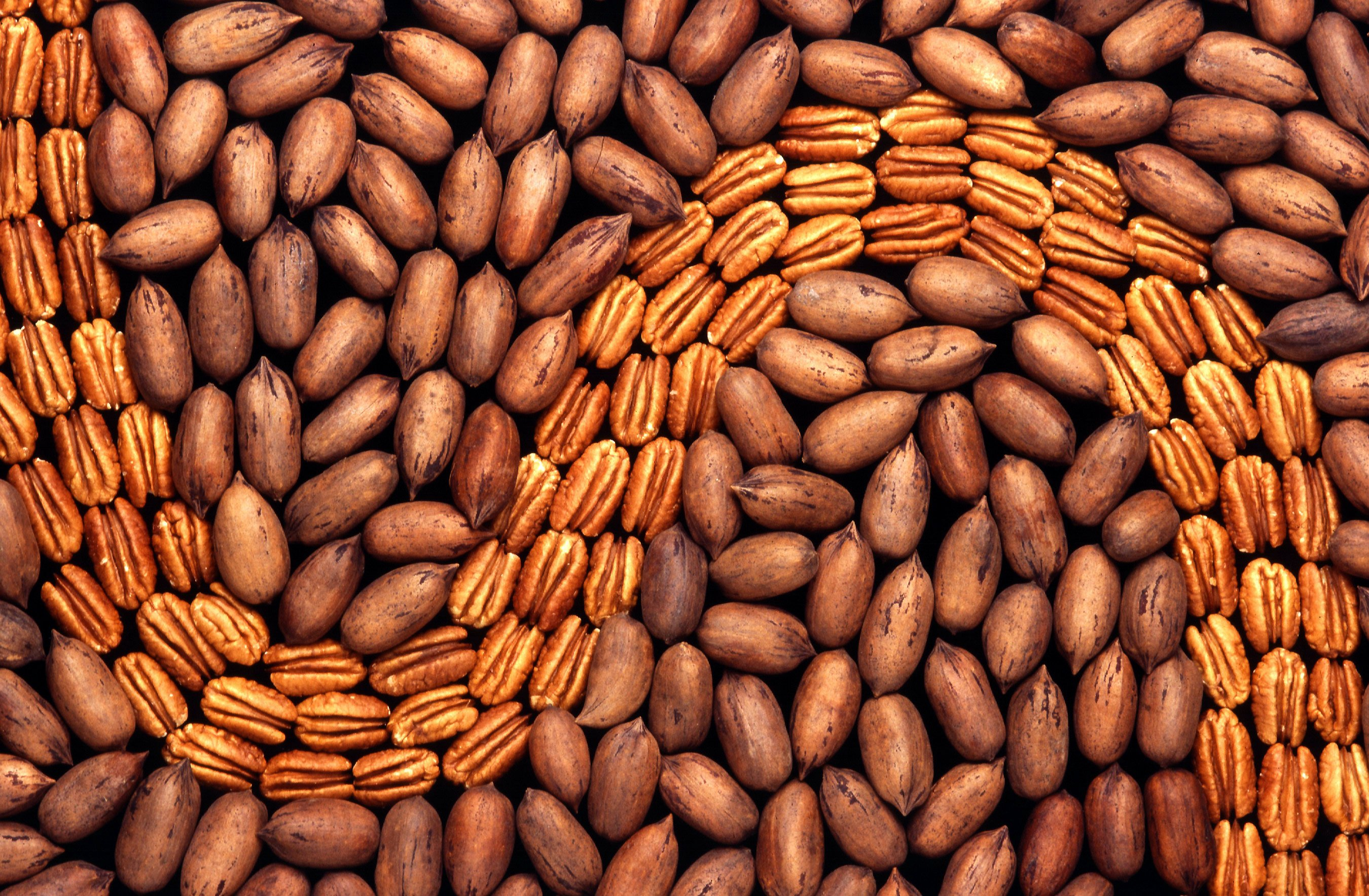
種子
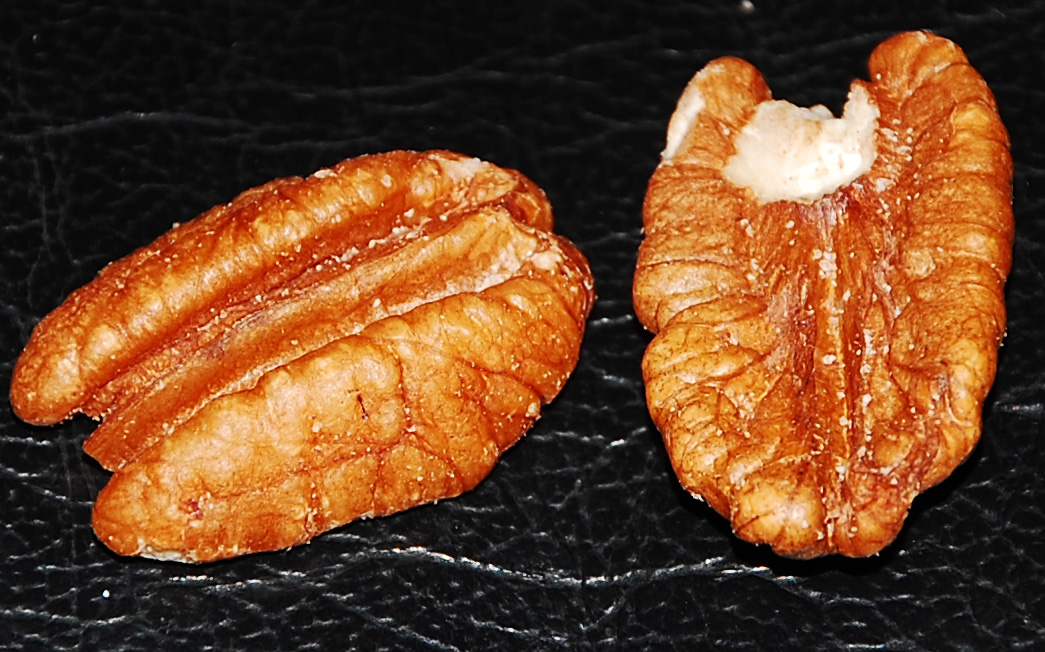
種皮から取り出した状態の胚乳 この状態のものを「ペカンナッツ（ピーカンナッツ）」と呼ぶ
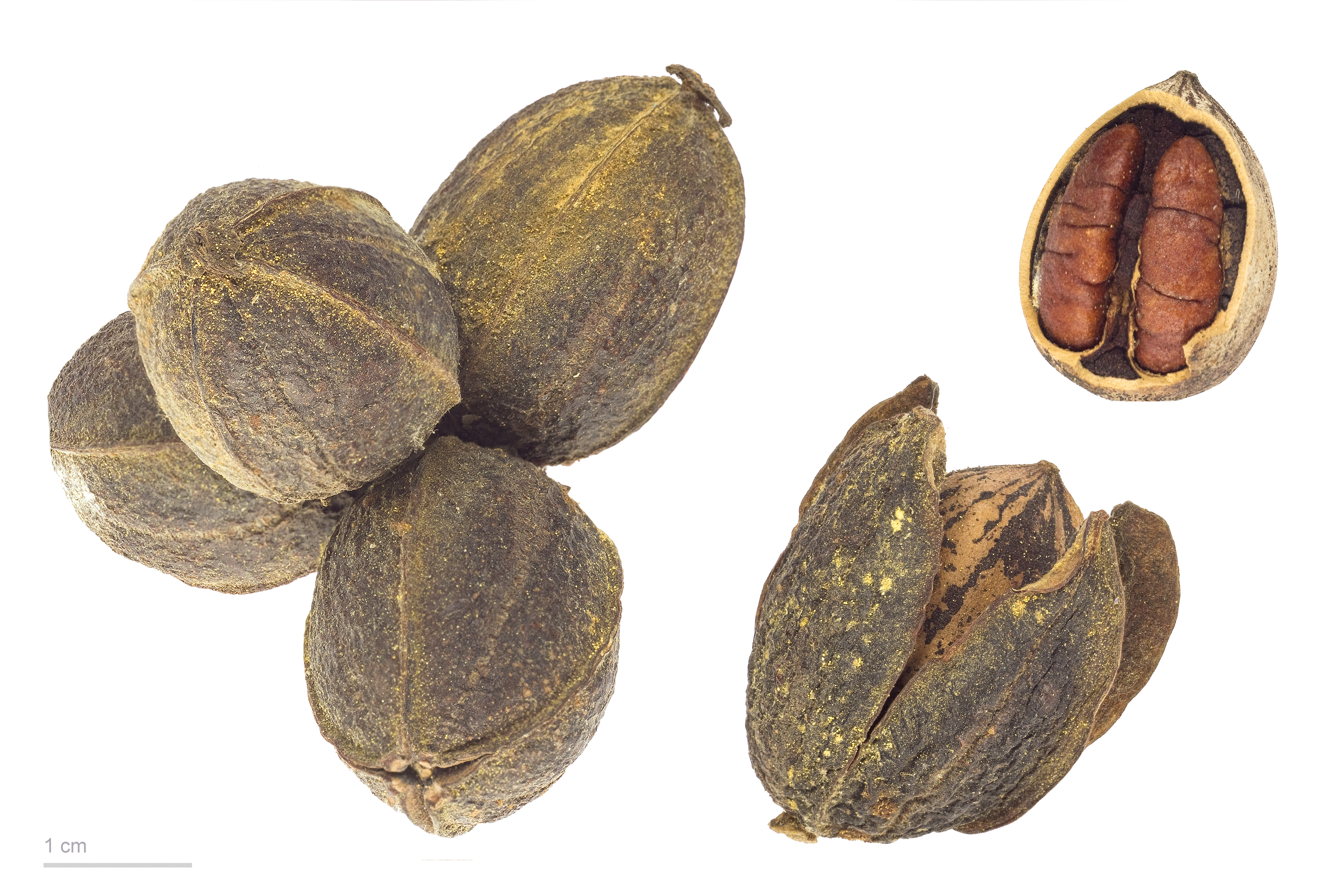
果実と胚乳